# 牛丸元
牛丸 元（うしまる はじめ、1962年 - ）は、日本の経営学者。明治大学経営学部教授。明治大学経営学部長を経て、明治大学副学長。日本経営学会幹事、アイセックジャパン理事、公認会計士試験試験委員等を歴任

## 人物・経歴
北海道出身。北海道札幌北高等学校を経て、1985年小樽商科大学商学部商学科卒業。1989年筑波大学大学院経営・政策科学研究科修士課程修了、経済学修士。協和銀行入行後、富士総合研究所、北海学園大学経営学部教授等を歴任し、2001年には論文「国際合弁の安定性に関する実証研究」で北海道大学より博士（経営学）の学位を取得。2005年明治大学経営学部教授。明治大学経営学部長を経て、2018年明治大学副学長。日本経営学会幹事、アイセックジャパン理事、公認会計士試験試験委員等も務めた。

## 著書
- 『組織とジェンダー』（高橋正泰, 山口善昭と共著）同文舘出版 1998年
- 『日本企業の国際経営行動』同文舘出版 1999年
- 『経営学』（高柳暁, 金森剛, 高橋真, 宇野斉, 高柳美香, 梅田和彦, 小澤伸光, 丹野勲と共著）実教出版 2006年
- 『企業間アライアンスの理論と実証』同文舘出版 2007年
- 『スタンダード企業論 : 企業のガバナンス・成長・ネットワーク化国際化』同文舘出版 2013年、改訂版2015年